# Női rúdugrás a 2005. évi nyári európai ifjúsági olimpiai fesztiválon
A 2005. évi nyári európai ifjúsági olimpiai fesztiválon az atlétikai versenyszámokat Lignano Sabbiadoróban rendezték. A női rúdugrás döntőjét július 6.-án rendezték.

## Döntő
| H     | Név               | Nemzet             | E    | Mj |
| ----- | ----------------- | ------------------ | ---- | -- |
| Arany | Rita Obizajeva    | Lettország         | 3.95 |    |
| Ezüst | Yuliya Zhukova    | Oroszország        | 3.90 |    |
| Bronz | Jessica Botter    | Svájc              | 3.90 |    |
| 4     | Giulia Cargnelli  | Olaszország        | 3.85 |    |
| 5     | Tina Sutej        | Szlovénia          | 3.85 |    |
| 6     | Kristina Ulitina  | Észtország         | 3.80 |    |
| 7     | Pauliina Rumbin   | Finnország         | 3.70 |    |
| 8     | Eirini Vardaki    | Görögország        | 3.70 |    |
| 9     | Lisa Zeintl       | Ausztria           | 3.40 |    |
| 10    | Monika Chlebiková | Csehország         | 3.40 |    |
| 11    | Elena Sabeva      | Bulgária           | 3.20 |    |
| 11    | Vera Lavrador     | Portugália         | 3.20 |    |
| 13    | Jessica Abraham   | Egyesült Királyság | 3.20 |    |
| 14    | Darya Klevakina   | Ukrajna            | 3.20 |    |
| -     | Gaelle Leterme    | Belgium            | -    | NM |
| -     | Camille Renaudet  | Franciaország      | -    | NM |